# Cautethia grotei
Cautethia grotei ist ein Schmetterling (Nachtfalter) aus der Familie der Schwärmer (Sphingidae). Die Art ist die einzige ihrer Gattung, die in Florida auftritt und kann dort mit keiner anderen Schwärmerart verwechselt werden. Durch die Morphologie der männlichen Genitalien ist die Art gut von den nahe verwandten Cautethia spuria und Cautethia yucatana abgegrenzt.

## Merkmale
Die Falter haben eine Vorderflügellänge von 13 bis 18 Millimetern. Die Vorderflügel sind braungrau gemustert. Die Flügel der Weibchen sind deutlich dunkler und weisen ein stärker ausgeprägtes Muster auf, als die der Männchen. Bei diesen ist die Musterung extrem variabel und reicht von komplett fehlend bis hin zu deutlich definierten dunklen schrägen Diskalbändern. Die Hinterflügel sind kräftig orangegelb gefärbt, der Außenrand ist braun. Der braune Rand ist bei C. grotei schmaler, als bei C. spuria. Bei dieser Art ist der restliche Hinterflügel auch eher gelb, statt orange gefärbt.
Die Raupen haben im letzten Stadium den typischen Körperbau der Gattung. Sie haben eine blasse limettengrüne bis blaugrüne Grundfarbe. Der Körper kann gar nicht, oder wenig bis sehr stark mit braunen Pünktchen gesprenkelt sein. Die Stigmen sind orange und weiß. Entlang des gesamten Körpers verläuft eine schwache, weiße Subdorsallinie. Eine weitere weiße Längslinie verläuft unterhalb der Stigmen und ist manchmal vorne sehr schwach erkennbar, auf den hintersten drei oder vier Segmenten jedoch sehr kräftig. Auf dem Gesicht befinden sich zwei weiße Streifen. Diese sind bei stark braun gesprenkelten Tieren breiter.
Die Puppe ist matt und hat eine leicht raue Oberfläche. Die Flügelscheiden sind nahezu schwarz, der braune Hinterleib ist an den Segmentzwischenräumen schwarz gemustert. Der Kremaster ist schwarz und hat eine raue Oberfläche. Er ist basal breit und endet in einer Doppelspitze.

## Vorkommen
Die Art ist fast überall auf den Großen Antillen und im Süden Floridas verbreitet. Sie sind auf den Florida Keys und den Inseln südlich von Florida häufig. Nördlich reicht die dauerhafte Verbreitung an der temperaturbegünstigteren Westküste zumindest bis Honeymoon Island, Siesta Key und Sanibel. Irrgäste sollen jedoch bis nach Neuengland fliegen. Die Art besiedelt in Florida das Unterholz von Bauminseln (Hammocks).

## Lebensweise
Die Imagines fliegen ab der Abenddämmerung, die ganze Nacht hindurch regelmäßig Blüten an. Sie wurden an Asystasia gangetica, Rosafarbener Catharanthe (Vinca rosea) und Wandelröschen (Lantana camara) nachgewiesen. Die Falter werden auch durch künstliche Lichtquellen angezogen.

### Flug- und Raupenzeiten
Die Falter fliegen ganzjährig, sind jedoch in Florida anscheinend im späten Frühling häufiger. Da zu jeder Zeit sämtliche Entwicklungsstadien angefunden werden können und die Puppenruhe zwischen drei Wochen und zwei Monaten dauert, ist eine Zuordnung zu einzelnen Generationen unmöglich.

### Nahrung der Raupen
Die Raupen wurden an Erithalis fruticosa und Chiococca, beide aus der Familie der Rötegewächse (Rubiaceae) nachgewiesen.

## Entwicklung
Die Weibchen legen ihre winzigen Eier einzeln an der Unterseite der Blätter der Raupennahrungspflanzen ab. Die Raupen sind Einzelgänger und verbringen ihre gesamte Entwicklung auf der Unterseite der Blätter an der Mittelrippe sitzend. Die Verpuppung erfolgt in einer Kammer knapp unter der Erdoberfläche.

## Belege